# Gigantspinozaur
Gigantspinozaur (Gigantspinosaurus) – roślinożerny dinozaur z grupy stegozaurów (Stegosauria); jego nazwa oznacza "gigantyczny, spiczasty jaszczur z (prowincji) Syczuan".
Żył w okresie późnej jury (ok. 152–145 mln lat temu) na terenach wschodniej Azji. Długość ciała ok. 4 m, wysokość ok. 1,7 m, masa ok. 500 kg. Jego szczątki znaleziono w Chinach (w prowincji Syczuan), w skałach formacji Shaximiao.
Oprócz charakterystycznych dla stegozaurów dwóch rzędów płyt na grzbiecie, miał również po jednym wielkim kolcu na obu bokach ciała.